# Shanti
Ne doit pas être confondu avec Kshanti.
Shanti (IAST : śānti ; devanagari : शान्ति) est un mot sanskrit qui signifie paix, absence de passion, calme, tranquillité, prospérité, félicité.
Il est utilisé en Inde comme prénom féminin ou masculin, en Indonésie comme prénom féminin seulement. Dans la mythologie hindoue, Śānti est le nom de plusieurs personnages.
Shanti est aussi un nom de famille ou utilisé dans la culture (musique, télévision, cinéma, etc.)
Dans l'hindouisme et le bouddhisme, śānti est le nom d'un rite d’« apaisement » d'un démon ou d'une divinité, utilisé également dans un contexte astrologique pour parer les mauvais présages.